# Theope minialba
Theope minialba is een vlindersoort uit de familie van de prachtvlinders (Riodinidae), onderfamilie Riodininae.
Theope minialba werd in 2006 beschreven door Gallard.